# Cryptocentrus
Genre
Cryptocentrus est un genre de poissons de la famille des Gobiidae.

## Liste d'espèces
Selon ITIS :
- Cryptocentrus albidorsus (Yanagisawa, 1978)
- Cryptocentrus caeruleomaculatus (Herre, 1933)
- Cryptocentrus caeruleopunctatus (Rüppell, 1830)
- Cryptocentrus callopterus Smith, 1945
- Cryptocentrus cephalotaenius Ni, 1989
- Cryptocentrus cinctus (Herre, 1936)
- Cryptocentrus cryptocentrus (Valenciennes in Cuvier et Valenciennes, 1837)
- Cryptocentrus cyanotaenia (Bleeker, 1853)
- Cryptocentrus diproctotaenia Bleeker, 1876
- Cryptocentrus fasciatus (Playfair in Playfair et Günther, 1867)
- Cryptocentrus flavus Yanagisawa, 1978
- Cryptocentrus inexplicatus (Herre, 1934)
- Cryptocentrus insignitus (Whitley, 1956)
- Cryptocentrus leonis Smith, 1931
- Cryptocentrus leptocephalus Bleeker, 1876
- Cryptocentrus leucostictus (Günther, 1872)
- Cryptocentrus lutheri Klausewitz, 1960
- Cryptocentrus malindiensis (Smith, 1959)
- Cryptocentrus maudae Fowler, 1937
- Cryptocentrus melanopus (Bleeker, 1859-60)
- Cryptocentrus nigrocellatus (Yanagisawa, 1978)
- Cryptocentrus niveatus (Valenciennes in Cuvier et Valenciennes, 1837)
- Cryptocentrus octofasciatus Regan, 1908
- Cryptocentrus pavoninoides (Bleeker, 1849)
- Cryptocentrus pretiosus (Rendahl, 1924)
- Cryptocentrus russus (Cantor, 1849)
- Cryptocentrus shigensis Kuroda, 1956
- Cryptocentrus singapurensis (Herre, 1936)
- Cryptocentrus strigilliceps (Jordan et Seale, 1906)
- Cryptocentrus wehrlei Fowler, 1937
- Cryptocentrus yatsui Tomiyama, 1936

## Liste des espèces
Selon FishBase :
- Cryptocentrus albidorsus  (Yanagisawa, 1978)
- Cryptocentrus bulbiceps  (Whitley, 1953)
- Cryptocentrus caeruleomaculatus  (Herre, 1933)
- Cryptocentrus caeruleopunctatus  (Rüppell, 1830)
- Cryptocentrus callopterus  Smith, 1945
- Cryptocentrus cebuanus  Herre, 1927
- Cryptocentrus cephalotaenius  Ni, 1989
- Cryptocentrus cinctus  (Herre, 1936)
- Cryptocentrus cryptocentrus  (Valenciennes, 1837)
- Cryptocentrus cyanotaenia  (Bleeker, 1853)
- Cryptocentrus diproctotaenia  Bleeker, 1876
- Cryptocentrus fasciatus  (Playfair, 1867)
- Cryptocentrus flavus  Yanagisawa, 1978
- Cryptocentrus inexplicatus  (Herre, 1934)
- Cryptocentrus insignitus  (Whitley, 1956)
- Cryptocentrus koumansi  (Whitley, 1933)
- Cryptocentrus leonis  Smith, 1931
- Cryptocentrus leptocephalus  Bleeker, 1876
- Cryptocentrus leucostictus  (Günther, 1872)
- Cryptocentrus lutheri  Klausewitz, 1960
- Cryptocentrus malindiensis  (Smith, 1959)
- Cryptocentrus maudae  Fowler, 1937
- Cryptocentrus melanopus  (Bleeker, 1859-60)
- Cryptocentrus nigrocellatus  (Yanagisawa, 1978)
- Cryptocentrus niveatus  (Valenciennes, 1837)
- Cryptocentrus octofasciatus  Regan, 1908
- Cryptocentrus pavoninoides  (Bleeker, 1849)
- Cryptocentrus polyophthalmus  (Bleeker, 1853)
- Cryptocentrus pretiosus  (Rendahl, 1924)
- Cryptocentrus russus  (Cantor, 1849)
- Cryptocentrus shigensis  Kuroda, 1956
- Cryptocentrus singapurensis  (Herre, 1936)
- Cryptocentrus strigilliceps  (Jordan et Seale, 1906)
- Cryptocentrus wehrlei  Fowler, 1937
- Cryptocentrus yatsui  Tomiyama, 1936